# Cantó de Sant Martin de Lantosca
El cantó de Sant Martin de Vesúbia és una antiga divisió administrativa francesa del departament dels Alps Marítims, situat al districte de Niça. Té 2 municipis i el cap és Sant Martin de Vesúbia. Va desaparèixer el 2015.

## Municipis
- Venaçon
- Sant Martin de Vesúbia

## Història
| Data d'elecció                           | Identitat     | Partit           | Qualitat |
| ---------------------------------------- | ------------- | ---------------- | -------- |
| 1955-1979                                | Henri Verdeil | Divers droite    |          |
| 1979-1985                                | Paul Chomicki | PS               |          |
| 1985-2008                                | Gaston Franco | RPR, després UMP |          |
| 2008-2015                                | Éric Ciotti   | UMP              |          |
| les dades anteriors no són pas conegudes |               |                  |          |
|                                          |               |                  |          |

| 1962 | 1968 | 1975 | 1982 | 1990 | 1999  | 2007  |
| ---- | ---- | ---- | ---- | ---- | ----- | ----- |
| -    | -    | -    | -    | -    | 1.221 | 1.439 |